# Grenbana
Grenbana eller sidobana är begrepp inom järnvägen och avser en kort anslutande linje till en ort som inte ligger i direkt anslutning till järnvägens stambana. Exempel är Saltsjöbanans grenbana Igelboda - Solsidan eller Roslagsbanans grenbanor till Österskär respektive Näsbypark. 